# Awaken the Dreamers
Awaken the Dreamers är det tredje studioalbumet av det amerikanska deathcore-bandet All Shall Perish, utgivet 2008 av skivbolaget Nuclear Blast.

## Låtlista
1. "When Life Meant More…" – 3:01
2. "Black Gold Reign" – 4:37
3. "Never… Again" – 3:13
4. "The Ones We Left Behind" (instrumental) – 1:09
5. "Awaken the Dreamers" – 4:38
6. "Memories of a Glass Sanctuary" – 2:45
7. "Stabbing to Purge Dissimulation" – 2:38
8. "Gagged, Bound, Shelved and Forgotten" – 3:45
9. "Until the End" – 2:58
10. "From So Far Away" (instrumental) – 2:40
11. "Misery's Introduction" (instrumental) – 1:01
12. "Songs for the Damned" – 3:38

- Text och musik: All Shall Perish

## Medverkande
Musiker (All Shall Perish-medlemmar)
- Hernan Hermida – sång
- Beniko Orum – rytmgitarr
- Chris Storey – sologitarr
- Mike Tiner – basgitarr
- Matt Kuykendall – trummor

Bidragande musiker
- Rusty Cooley – sologitarr (spår 10)
- Cam Pipes (Cameron Todd Pipes) – sång (spår 2)

Produktion
- Zack Ohren – producent, ljudtekniker, ljudmix, mastering
- Colin Marks – omslagskonst